# Arte románico de la Sierra de la Demanda
Se agrupa bajo la denominación románico de la sierra de la Demanda una serie de monumentos religiosos de estilo románico que se encuentran en la zona de la sierra de la Demanda, correspondiente a la provincia de provincia de Burgos.

## Monumentos a destacar
- Ábside románico de la iglesia parroquial de Cascajares de la Sierra.
- Colegiata de San Millán de Lara.
- Monasterio de Santo Domingo de Silos.
- Monasterio de San Pedro de Arlanza.
- Real Monasterio de Santo Domingo de Caleruega
- Iglesia de Jaramillo de la Fuente.
- Iglesia parroquial románica de San Martín de Tours de Jaramillo Quemado.
- Iglesia de Pineda de la Sierra.
- Iglesia de Pinilla de los Moros.
- Ermita de Vizcaínos.
- Iglesia de Monasterio de la Sierra.
- Iglesia de Hortigüela.
- Iglesia de La Asunción de Ntra Señora, en Alarcia.
- Ermita de San Juan de la Cuesta, en Hontoria del Pinar.
- Ermita de San Julián, en Hontoria del Pinar.
- Elementos románicos en las iglesias de Neila.